# Utricularia sect. Foliosa
Utricularia sect. Foliosa es una sección del género Utricularia.
Las especies de esta sección son de pequeño o medio tamaño con hábito terrestre y planta carnívora que son nativas de Norteamérica y Sudamérica.

## Especies
- Utricularia amethystina
- Utricularia calycifida
- Utricularia hintonii
- Utricularia hispida
- Utricularia huntii
- Utricularia longifolia
- Utricularia panamensis
- Utricularia petersoniae
- Utricularia praelonga
- Utricularia regia
- Utricularia schultesii
- Utricularia tricolor
- Utricularia tridentata